# Adesmia aurantiaca
Adesmia aurantiaca là một loài thực vật có hoa trong họ Đậu. Loài này được (Dusen) Burkart miêu tả khoa học đầu tiên.